# Börtnan
Börtnan är en by (ort)  i Bergs kommun belägen i Åsarna distrikt (Åsarne socken) vid den nordöstra stranden av älven Ljungan i södra Jämtland. Höjden över havet är 467 meter och uppåt (Börtnessjön ligger 446 m ö.h.).
I byn finns fiskodlings- och förädlingsföretaget Börtnans fjällvattenfisk.
Börtnan räknades av SCB som småort 1990 men har därefter haft färre än 50 invånare.
Börtnan ingår bland SMHI:s meteorologiska stationer (nr 12345).

## Historia
År 1768 fick två militärer, Föraren Jonas Wingberg och Fältväbeln Moses Holmer, rätt att anlägga ett "nybyggarställe vid den så kallade Börtnen". Tidigare försök av andra att år 1753 få anlägga ett nybygge hade avslagits. Området kring sjön Stor-Börtnen hade tidigare, åtminstone sedan 1660-talet varit skålböndernas avratsland där de bärgat hö och fiskat. 
Den förste riktige nybyggaren skulle dock till slut komma att bli Jon Olofsson "Alopp-Jo" som den 17 september 1787 köpte nybyggarrättigheterna till Börtnan. Han fick dock ganska snart sällskap från Galåbodarna av en man som hette Erik Olofsson "Galå-Erik". Erik hade kommit överens med innehavarna av Arånäsets avratsland att få sig tillhandla en del av deras område från Dövelsås avradslands gräns mot väster och mellan Arån och Arånäsberget upp till Grucksvadet. I och med detta förvärv lämnade Alopp-Jo och Garlao-Erik år 1796 in en gemensam ansökan om behöriga frihetsårs åtnjutande, samt införsel. Jon på ¾ och Erik på ¼ av Börtnans nybygge "som de haver för sig förvärvat". 
När man inför nybyggaransökan år 1753 hade gjort en syn på platsen för det tänkta nybygget så hade man där funnit ett "ödesböle" och platsen kallas på gamla kartor från 1700-talet för "Gammelbonäset" vilket tillsammans indikerar att platsen även tidigare varit bebodd.
En ännu äldre historia uppdagades så sent som år 2012 då arkeologerna på Jamtli tillsammans med en privatperson vid Lill-Börtnan hittade en spjutspets, yxa, pilspetsar mm som daterades till 5-600-talet efter Kristus.

## Djurliv
Naturen omkring byn är rik på vilda djur. Några av många exempel är:
- Fiskarter:abborre, insjööring, bäcköring, blåsik, gädda, harr, lake, regnbåge, fjällröding, storsik.
- Fågelarter: kungsörn, ladusvala, Sädesärla, morkulla, orre, kråka, korp, skata, tjäder, enkelbeckasin
- Sjöfågelarter: svan, fiskmås, gräsand, skrattmås
- Små däggdjur: hermelin, mink, bäver, skogshare, rödräv
- Stora däggdjur: björn, lodjur, älg, rådjur, ren, varg

## Fiske
Börtnan har levererat svenska rekord för regnbåge. Det senaste kom år 2000 då Johan Handler från Skålan fångade en regnbåge på 14,160 kg. Fisken var 86 centimeter lång och hade en omkrets på 70 centimeter. 
I Börtnessjön (sjön i Ljungans lopp genom byn Börtnan) har det fångats åtskilliga sikar i viktklassen 5—6 kg samt regnbågar upp till drygt 9 kg. Sikfångsterna har aldrig inrapporterats, men det handlar om inofficiella jämtska (och därmed ofta svenska) rekord. Den största (kända) siken finns i uppstoppad form i Börtnangården (den gamla skolan). I grannbyn Skålan (nedströms 2 mil) fångades för några år sedan en storsik på 5,85 kg.

## Radio Börtnan
Börtnan har under vissa tider haft en egen pseudoradiostation (Radio Börtnan) på Östersundsrevyn. Radioankare är/var revyförfattarna i Östersundsrevyn, nämligen Mats Eklund och Patrik Zackrisson.